# Bryconamericus scleroparius
Bryconamericus scleroparius är en fiskart som först beskrevs av Regan, 1908.  Bryconamericus scleroparius ingår i släktet Bryconamericus och familjen Characidae. Inga underarter finns listade.